# Apicia cinerea
Apicia cinerea är en fjärilsart som beskrevs av William Schaus 1897. Apicia cinerea ingår i släktet Apicia och familjen mätare. Inga underarter finns listade i Catalogue of Life.